# Пуйоль, Пабло
Па́бло Пуйо́ль Леде́сма (исп. Pablo Puyol Ledesma; род. 26 декабря 1975, Малага) — испанский актёр, танцор и певец.
Учился на биолога, затем изучал драматическое искусство в Высшей школе драматического искусства в Малаге. Дебют на сцене состоялся в Мадриде в мюзикле «Бриолин». Снялся в нескольких телесериалах, самым заметным из которых стал «Танцы под звёздами», где он продемонстрировал свои вокальные данные. Сыграл несколько ролей в кино: «20 сантиметров» и «Подпольщики». В 2005 году записал дебютный альбом как певец. Он работал с известными испанскими режиссерами, такими как Антонио дель Реаль, Карлос Атанес и Давид Труэба, среди других.